# Kungsholmen, Dörby distrikt
Kungsholmen är en ö med bebyggelse i Dörby distrikt i Kalmar kommun.  SCB avgränsade området till 2023 som en del av småorten Boholmarna, för att 2023 avgränsas som en separat småort.